# Carol O'Sullivan
Carol O'Sullivan är en irländskfödd forskare inom översättningsvetenskap, med särskilt inriktning mot medieöversättning. Hon har skapat banbrytande verk om framför allt undertexningens historia Hon är numera aktiv på Universitetet i Bristol, där hon är föreståndare för översättningsvetenskap vid School of Modern Languages och leder utbildningar på avancerad nivå inom översättning.

## Biografi
O'Sullivan fick sin grundutbildning i Dublin och tog sedan sin master och doktorerade vid Universitetet i Cambridge. Hon arbetade under åren 2004 - 2013 på Universitetet i Portsmouth och har sedan 2013 varit verksam vid Universitetet i Bristol, där hon är föreståndare för översättningsvetenskap på School of Modern Languages och leder utbildningar på avancerad nivå inom översättning.

## Forskning
O' Sullivans forskningsintressen handlar om medieöversättning, översättningshistoria och skönlitterär översättning. Hon har framför allt  varit verksam inom medieöversättning och där har hon haft stort inflytande med monografier som Translating Popular Film (2011) som ser på flerspråkighet i film och de många sätt som översättningar samverkar. O'Sullivans största genomslag har varit inom det tidigare tämligen obeforskade området undertextningens historia, där hon publicerat flera studier. Störst betydlese har kanske antologin The Translation of Films 1900-1950, som hon samredigerade med Jean-François Cornu haft. I antologin beskriver ett drygt dussin författare hur filmöversättningen gestaltade sig under stumfilmsåren och de första decennierna av ljudfilm.

## Publikationer i urval
O’Sullivan, Carol. 2011. Translating Popular Film. London: Palgrave MacMillan
O’Sullivan, Carol. 2016. “Imagined spectators: the importance of policy for audiovisual research”. I Target. 28:2. (2016). Pp. 261 –275.
O’Sullivan ,Carol and Jean-Francois Cornu. (Red.). 2019a. The translation of films, 1900-1950. Oxford: OUP. 
O’Sullivan, Carol & Jean-Francois Cornu. 2019b. “History of audiovisual translation”. In Pérez-González, Luis (ed.). The Routledge Handbook of Audiovisual Translation. London & New York: Routledge.